# Зайці (Чернігівський район)
Зайці́ — село в Україні, у Михайло-Коцюбинській селищній громаді Чернігівського району Чернігівської області. До 2016 орган місцевого самоврядування — Левковицька сільська рада.
Населення становить 309 осіб.

## Історія
Археологи виявили тут чотири давньоруські поселення. Засновано домініканами в польські часи і місцевою родиною Зайців . Вперше село згадується у 1660 р. 
За даними на 1859 рік у казенному, козацькому й власницькому селі Чернігівського повіту Чернігівської губернії мешкало 464 особи (234 чоловічої статі та 230 — жіночої), налічувалось 134 дворових господарства.
Станом на 1886 у колишньому державному й власницькому селі Козлянської волості мешкало 980 осіб, налічувалось 183 дворових господарства, існували православна церква, школа, постоялий будинок, 17 вітряних млинів, 2 маслобійних заводи. У 1878 р. на Балканах, у ході російсько-турецької війни, загинув уродженець села стрілець Федір Супруненко. 
За переписом 1897 року кількість мешканців зросла до 1282 осіб (639 чоловічої статі та 643 — жіночої), з яких 1263 — православної віри.
У 1924 р.- 184 двори і 906 жителів. Жертвами голодомору 1933 року стали 113 людей.
Урочище –Ляхове, Берникова гора
12 червня 2020 року, відповідно до розпорядження Кабінету Міністрів України № 730-р «Про визначення адміністративних центрів та затвердження територій територіальних громад Чернігівської області», увійшло до складу Михайло-Коцюбинської селищної громади.
19 липня 2020 року, в результаті адміністративно-територіальної реформи та ліквідації Чернігівського району (1923—2020) Чернігівської області, увійшло до складу новоутвореного Чернігівського району.

## Населення

### Мова
Розподіл населення за рідною мовою за даними перепису 2001 року:
| Мова       | Кількість | Відсоток |
| ---------- | --------- | -------- |
| українська | 297       | 96.12%   |
| російська  | 10        | 3.24%    |
| білоруська | 2         | 0.64%    |
| Усього     | 309       | 100%     |

## Галерея

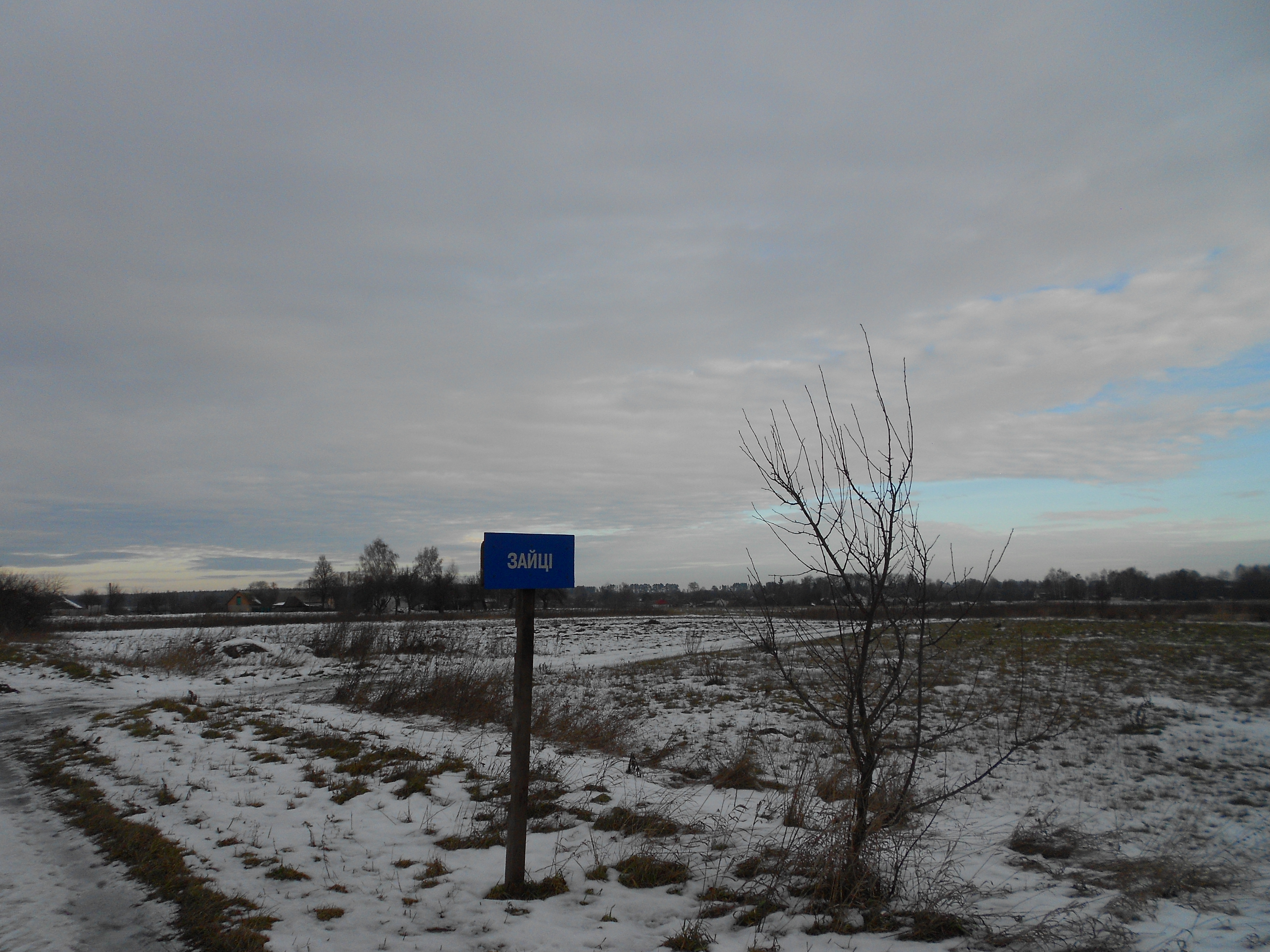
Табличка із назвою села
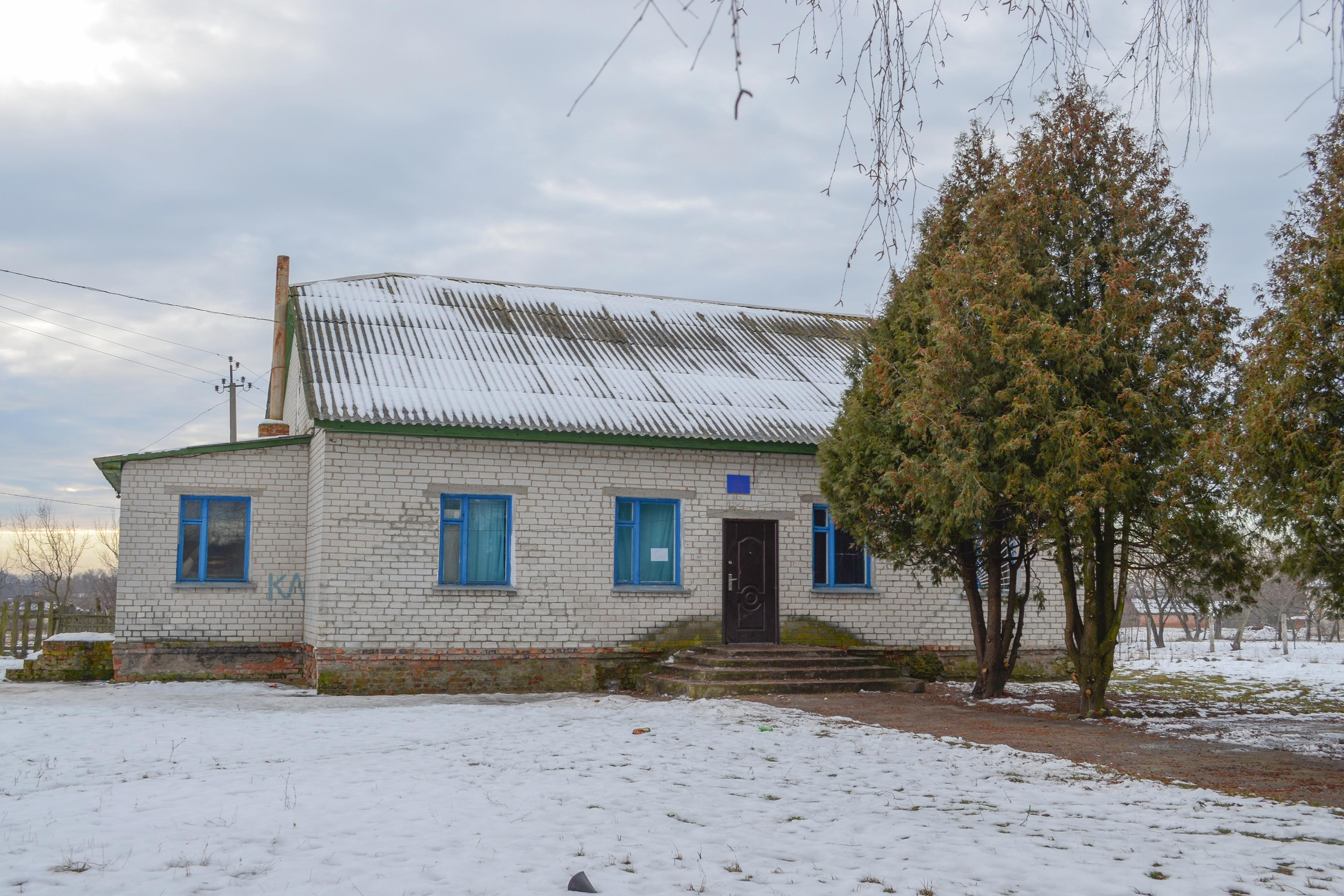
Клуб-бібліотека
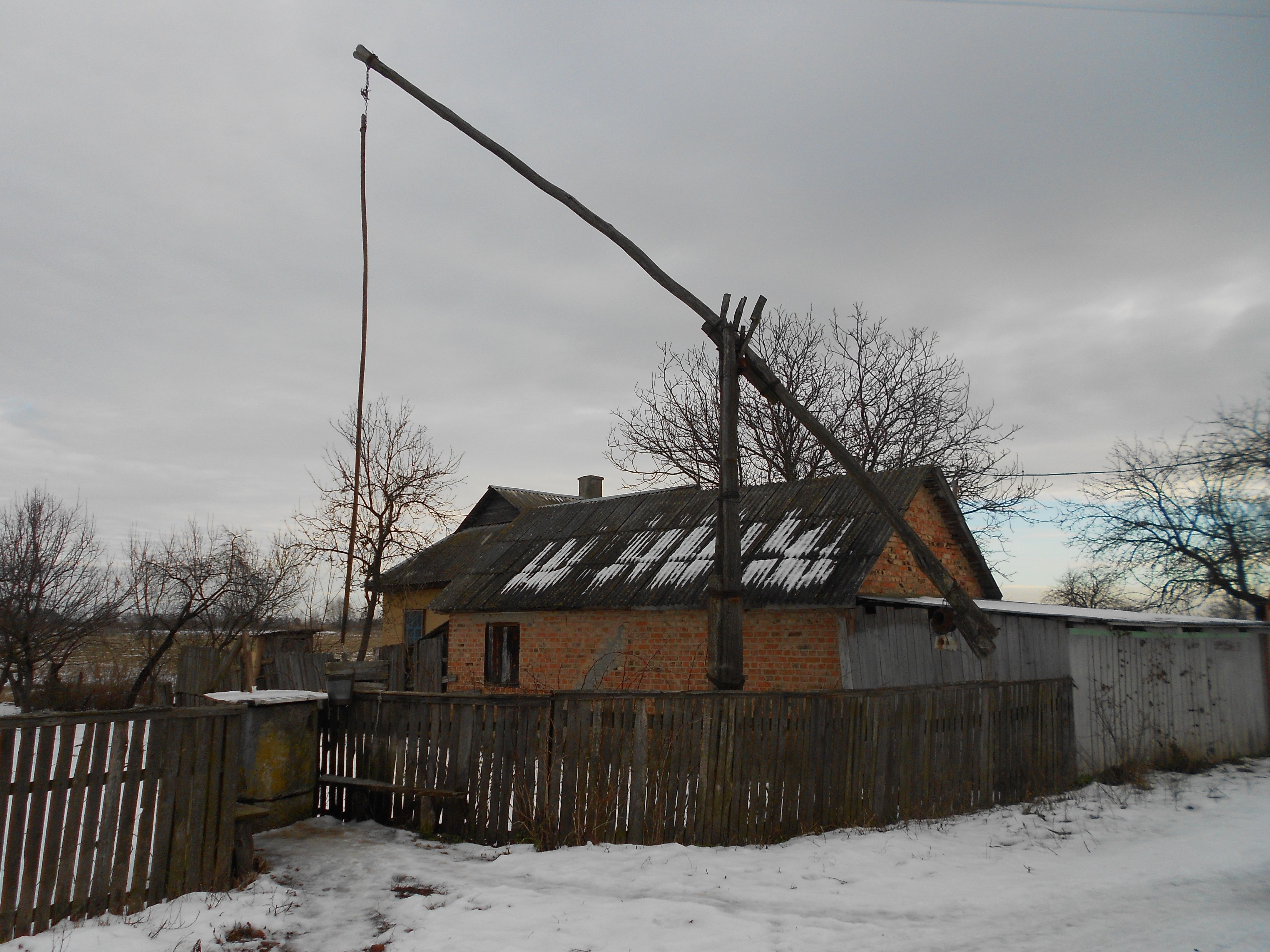
Журавель
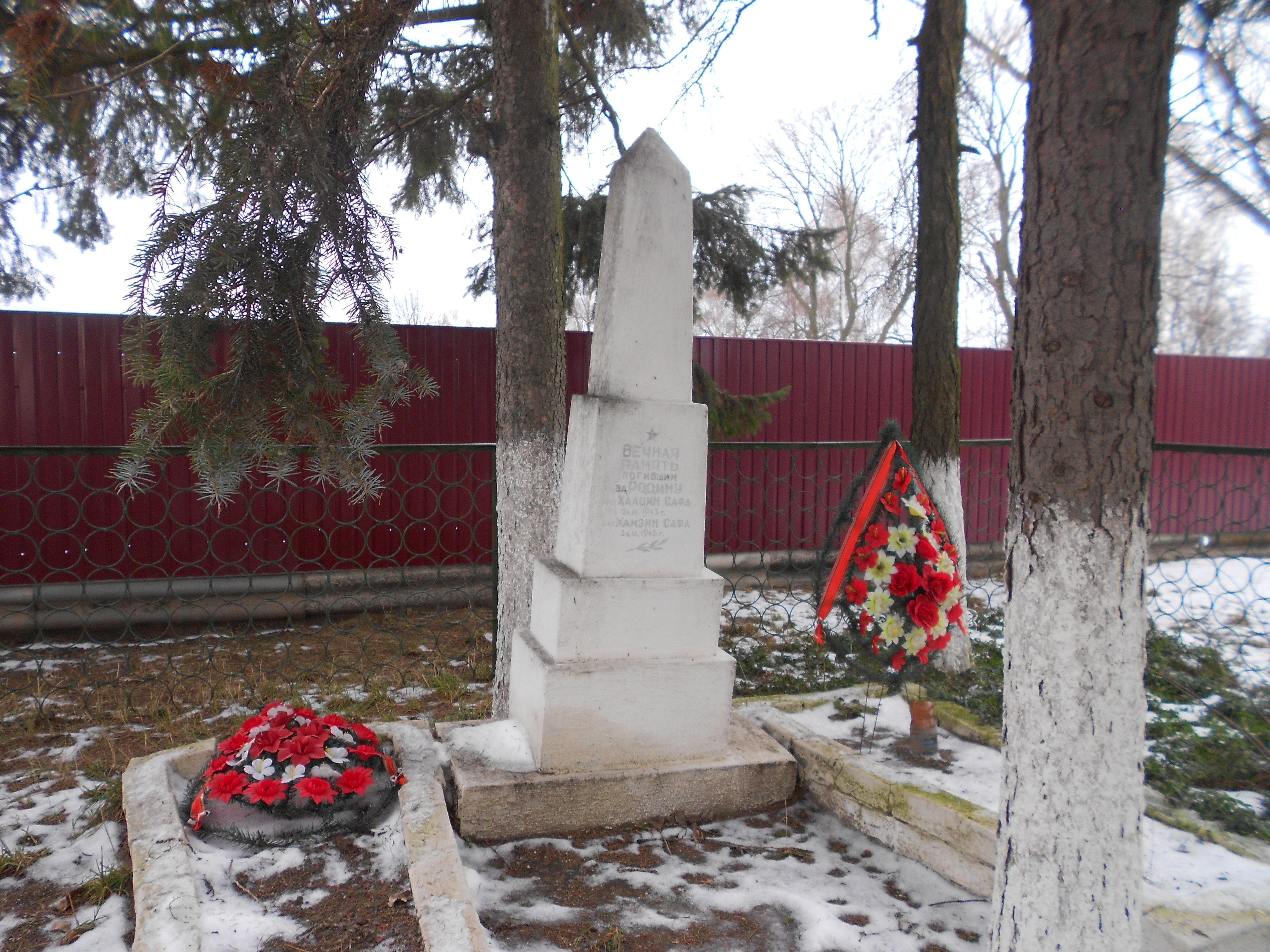
Памятник воїнам ВВВ
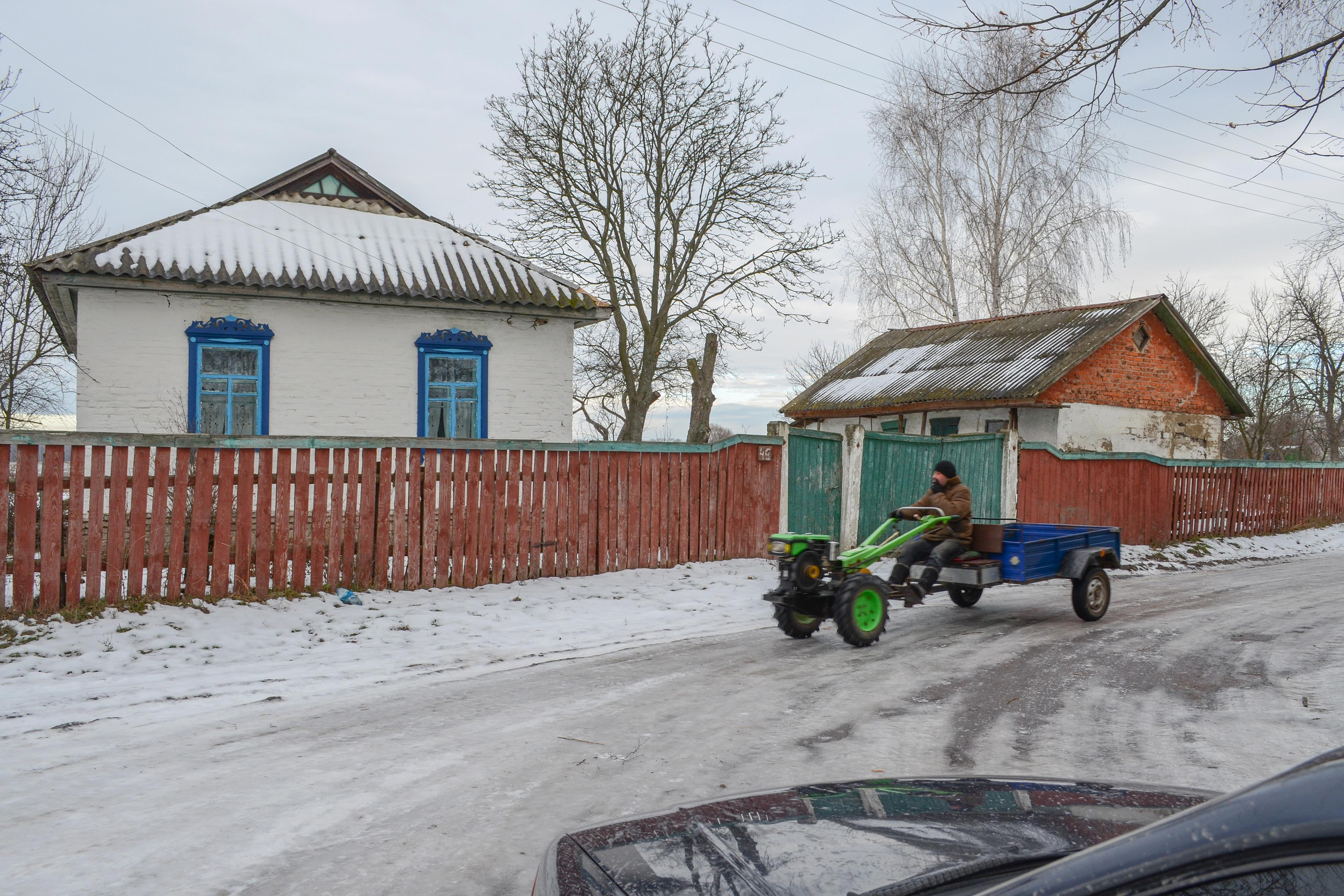
типова вулиця